# The Interceptor
The Interceptor är en brittisk kriminaldramaserie i åtta delar som sändes under januari-februari 2019 på SVT 2 i Sverige och ursprungligen mellan juni och juli 2015 i Storbritannien.
Serien handlar om Marcus Ashton som arbetar under den brittiska skatte- och tullmyndigheten HM Revenue and Customs tillsammans med sin kollega Tommy som efter en misslyckad gripande blir erbjuden att arbeta för den hemliga knarkspaningsgruppen UNIT (Undercover Narcotics Investigation Team) som är i full färd att försöka sätta dit en av Storbritanniens största knarkgangstrar.

## Roller
| O. T. Fagbenle     | – Marcus "Ash" Ashton                   |
| Jo Joyner          | – Lorna Ashton                          |
| Robert Lonsdale    | – Tommy                                 |
| Ewan Stewart       | – Jack Cartwright                       |
| Lorraine Ashbourne | – Valerie                               |
| Anna Skellern      | – Kim                                   |
| Charlie De Melo    | – Martin                                |
| Valeria Vereau     | – Sonia, spansk tolk                    |
| Jeany Spark        | – Poliskommissarie Gemmill              |
| Trevor Eve         | – Roach                                 |
| Gary Beadle        | – Docker                                |
| Lee Boardman       | – Michael "Xavier" Duffy                |
| Neal Barry         | – "Smoke"                               |
| Paul Kaye          | – James Gordon "Jago" Dalkin            |
| Michael Lindall    | – Wark                                  |
| Simon Armstrong    | – Sektionschef Stannard, Gemmill's chef |
| Dexter Fletcher    | – "Scooter"                             |
| Ralph Ineson       | – "Yorkie"                              |
| Ralf Little        | – Alex                                  |
| Jack Roth          | – Casby                                 |
| Dean Roberts       | – Ash's far                             |

## Avsnitt
| Avsnitt | Regi             | Sändningsdatum | Sändningsdatum   | Tittare i tusental | Tittare i tusental |
| Avsnitt | Regi             | Storbritannien | Sverige          | Storbritannien     | Sverige            |
| ------- | ---------------- | -------------- | ---------------- | ------------------ | ------------------ |
| 1       | Farren Blackburn | 10 juni 2015   | 9 januari 2019   | 4 750              | 145                |
| 2       | Farren Blackburn | 17 juni 2015   | 16 januari 2019  | 3 670              | 101                |
| 3       | Cilla Ware       | 24 juni 2015   | 23 januari 2018  | okänt              | 88                 |
| 4       | Cilla Ware       | 1 juli 2015    | 30 januari 2019  | 3 190              | 114                |
| 5       | Julian Holmes    | 8 juli 2015    | 6 februari 2019  | okänt              | 70                 |
| 6       | Julian Holmes    | 15 juli 2015   | 13 februari 2019 | okänt              | 73                 |
| 7       | Richard Senior   | 22 juli 2015   | 20 februari 2019 | okänt              | 77                 |
| 8       | Richard Senior   | 29 juli 2015   | 27 februari 2019 | okänt              | 109                |

### Fotnoter
1. ↑  ”MMS — HotTop”. Mediamätning i Skandinavien. Arkiverad från originalet den 21 februari 2016. https://web.archive.org/web/20160221070857/http://hottoptv.mms.se/. Läst 18 mars 2019. (OBS: Inloggning krävs)